# Kupiczów (gmina)
Kupiczów (początkowo Nowy Dwór) – dawna gmina wiejska istniejąca do 1939 roku w woj. wołyńskim (obecnie na Ukrainie). Siedzibą władz gminy był Kupiczów.
Na początku okresu międzywojennego jednostka figurowała pod nazwą gmina Nowy Dwór i należała do powiatu kowelskiego w woj. wołyńskim. 20 marca 1931 r. postanowieniem wojewody wołyńskiego została przemianowana na "Kupiczów".
Według stanu z dnia 4 stycznia 1936 roku gmina składała się z 29 gromad. Po wojnie obszar gminy Kupiczów wszedł w struktury administracyjne Związku Radzieckiego.